# Діер-Гроув (Іллінойс)
Діер-Гроув (англ. Deer Grove) — селище (англ. village) в США, в окрузі Вайтсайд штату Іллінойс. Населення — 38 осіб (2020).

## Географія
Діер-Гроув розташований за координатами 41°36′35″ пн. ш. 89°41′15″ зх. д. / 41.60972° пн. ш. 89.68750° зх. д. (41.609761, -89.687409).  За даними Бюро перепису населення США в 2010 році селище мало площу 1,18 км², уся площа — суходіл.

## Демографія
Згідно з переписом 2010 року, у селищі мешкало 48 осіб у 19 домогосподарствах у складі 12 родин. Густота населення становила 41 особа/км².  Було 22 помешкання (19/км²).
Расовий склад населення:
| - 97,9 % — білих - 2,1 % — корінних американців |

До двох чи більше рас належало 0,0 %. Частка іспаномовних становила 0,0 % від усіх жителів.
За віковим діапазоном населення розподілялося таким чином: 27,1 % — особи молодші 18 років, 62,5 % — особи у віці 18—64 років, 10,4 % — особи у віці 65 років та старші. Медіана віку мешканця становила 43,5 року. На 100 осіб жіночої статі у селищі припадало 84,6 чоловіків;  на 100 жінок у віці від 18 років та старших — 105,9 чоловіків також старших 18 років.
Середній дохід на одне домашнє господарство  становив 50 267 доларів США (медіана — 45 000), а середній дохід на одну сім'ю — 63 043 долари (медіана — 56 250). За межею бідності перебувало 13,2 % осіб, у тому числі 0,0 % дітей у віці до 18 років та 14,3 % осіб у віці 65 років та старших.
Цивільне працевлаштоване населення становило 15 осіб. Основні галузі зайнятості: сільське господарство, лісництво, риболовля — 26,7 %, оптова торгівля — 20,0 %, освіта, охорона здоров'я та соціальна допомога — 20,0 %.